# TeleTrade
TeleTrade Group – broker internetowy zapewniający dostęp do rynku walutowego. Wśród instrumentów finansowych znajdują się Forex, CFD na akcje, metale i futures. Firma oferuje korzystanie z takich internetowych platform transakcyjnych, jak MetaTrader 4, MetaTrader 4 MultiTerminal i MetaTrader 5.
Oprócz usług handlowych firma zapewnia szkolenia dla traderów, narzędzia badania rynku, a także codzienne przeglądy i analizę rynków finansowych.

## Historia
TeleTrade Group powstał w 1994 w Hongkongu.
W 2012 roku firma otworzyła szereg biur i założyła TeleTrade Europe (TeleTrade-DJ International Consulting Ltd), jako Cypryjską Firmę Inwestycyjną (CIF). TeleTrade-DJ International Consulting Ltd jest licencjonowany i regulowany przez Cypryjską Komisję Papierów Wartościowych i Giełd (CySEC) numer licencji 158/11 i działa zgodnie z Dyrektywą w sprawie rynków instrumentów finansowych (MiFID). Jest również członkiem Giełdy Papierów Wartościowych w Warszawie. W maju 2016 rosyjski oddział TeleTrade uzyskał licencję Centralnego Banku Rosji.